# Supercoppa del Portogallo 1987 (hockey su pista)
La Supercoppa del Portogallo 1987 è stata la 6ª edizione dell'omonima competizione portoghese di hockey su pista. Il torneo ha avuto luogo dal 3 al 10 ottobre 1987. 
A conquistare il trofeo è stato il Porto al quinto successo nella sua storia.

## Squadre partecipanti
| Club        | Qualificazione                                          | Partecipazioni precedenti (il grassetto indica la vittoria) |
| ----------- | ------------------------------------------------------- | ----------------------------------------------------------- |
| Porto       | Detentore della 1ª Divisão e della Coppa del Portogallo | 1983, 1984, 1985, 1986                                      |
| Oliveirense | Finalista della Coppa del Portogallo                    | Esordiente                                                  |

## Risultati
| Squadra 1 | Totale | Squadra 2   | Andata | Ritorno |
| --------- | ------ | ----------- | ------ | ------- |
| Porto     | 9 - 7  | Oliveirense | 6 - 0  | 3 - 7   |

| Porto 3 ottobre 1987 Finale di andata | Porto | 6 – 0 | Oliveirense |  |

| Oliveira de Azeméis 10 ottobre 1987 Finale di ritorno | Oliveirense | 7 – 3 | Porto |  |